# Israel en los Juegos Olímpicos de Múnich 1972
Israel estuvo representado en los Juegos Olímpicos de Múnich 1972 por un total de 14 deportistas, 12 hombres y 2 mujeres, que compitieron en 7 deportes.
El portador de la bandera en la ceremonia de apertura fue el tirador Henry Herscovici. El equipo olímpico israelí no obtuvo ninguna medalla en estos Juegos.
Once de los deportistas israelíes que participaron en Múnich, fueron asesinados en un ataque terrorista ejecutado por palestinos, el 4 de septiembre. Esta tragedia es conocida cómo la Masacre de Múnich.